# 咸祥镇
咸祥镇，是中华人民共和国浙江省宁波市鄞州区下辖的一个行政建制镇。因村民多以煮盐为业，称为盐场，后雅化为咸祥，故得名咸祥:60。

## 历史
唐朝时属鄮县，宋、元、明时属鄞县翔凤乡，清宣统三年（1911年）为大咸乡，1946年9月为咸祥乡，属东钱区，1949年5月属韩水区，1950年6月为咸样镇、球山乡、横山乡，7月设外塘乡，属大嵩区，1956年6月合并为咸祥乡，1958年10月改为旭光（大嵩）人民公社咸祥、球山、横山、外塘4个管理区，1960年12月外塘管理区并入球山管理区，1961年6月改为球山公社、咸祥公社，属大嵩区，1983年6月改为咸祥乡、球山乡，1985年8月咸祥乡改为咸样镇，1992年5月撤销大嵩区，球山乡并入咸祥镇:60。

## 行政区划
咸祥镇下辖以下地区：
咸祥社区、芦浦村、里蔡村、外蔡村、横山村、咸一村、咸二村、王家村、咸三村、咸四村、咸五村、西宅村、咸六村、海南村、球东村、南头村、龚犊村和球山村。